# Talang Ginting
Talang Ginting is een bestuurslaag in het regentschap Bengkulu Utara van de provincie Bengkulu, Indonesië. Talang Ginting telt 439 inwoners (volkstelling 2010).